# Кореспондентські відносини щодо цінних паперів
Кореспондентські відносини щодо цінних паперів — оформлені договором відносини між депозитаріями, згідно з яким один депозитарій веде облік цінних паперів, що зберігаються в іншому депозитарії.
Сторони при цьому домовляються, за якими рахунками будуть здійснюватися взаємні розрахунки, обмінюються зразками підписів посад, осіб, тарифами комісійних винагород, визначають, чий телефонний ключ буде застосовуватися для засвідчення справжності виставлених ними платіжних доручень.